# Пахтаабад
Пахтааба́д (узб. Paxtaobod / Пахтаобод) — город, административный центр Пахтаабадского района Андижанской области Узбекистана. Население — 18 991 человек (1989 год).

## История
В 1975 году Пахтаабад получил статус города. Старое название — кишлак Кокан-Кишлак.

## География
Город расположен на реке Тентаксай. В Пахтаабаде находится конечная железнодорожная станция Тентаксай на линии Андижан I — Карасу-Узбекский.

## Промышленность
В городе действует хлопкоочистительный завод.